# Brzostów (Głogów)

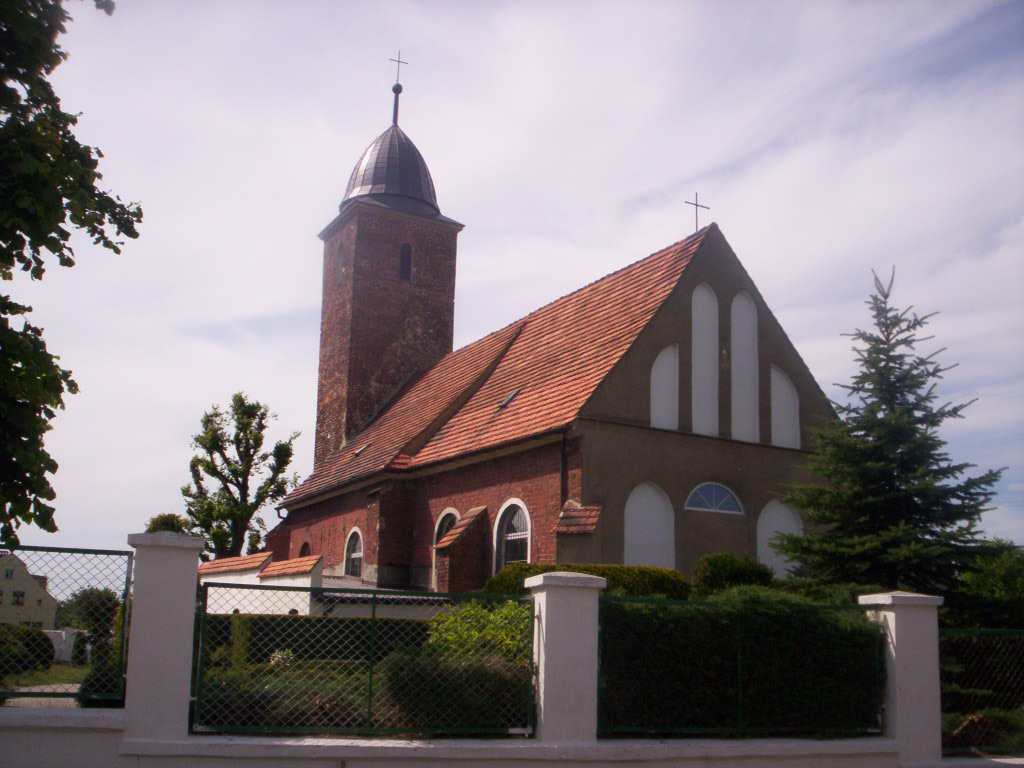
Kościół Św. Wawrzyńca

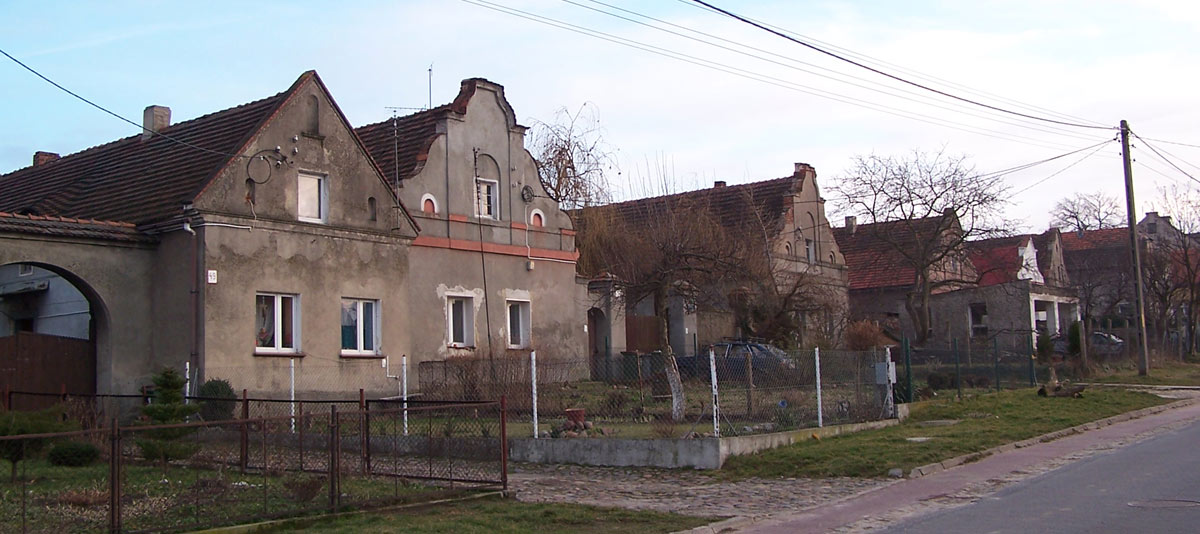
Domy w Brzostowie

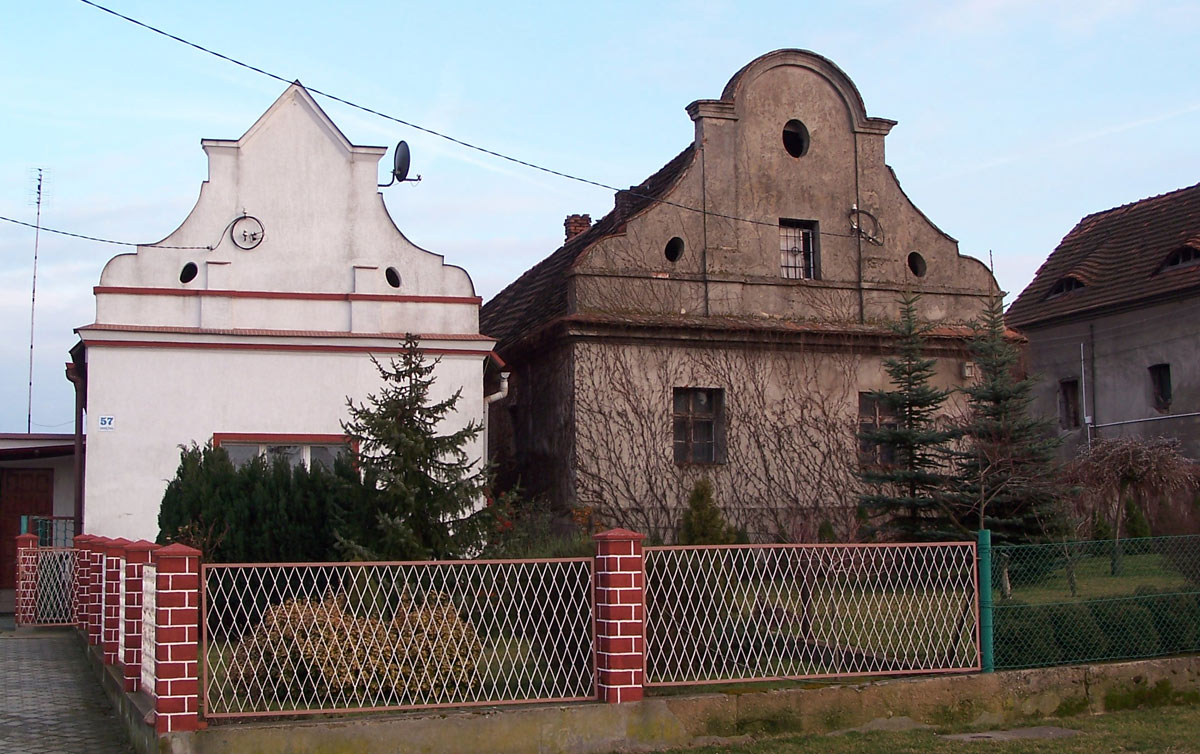
Domy w Brzostowie

Brzostów (do 1945 niem. Brostau) – dzielnica włączona w 1984 roku w granice Głogowa.
Osiedle składa się z zabudowy jednorodzinnej, na jego terenie znajduje się zakład karny, oraz największy głogowski cmentarz. Firma Polimeni zainteresowana była postawieniem „Galerii Głogowskiej” w Brzostowie, jednakże z budowy zrezygnowano z powodu protestu miejskich handlarzy i rolników.

## Nazwa
Nazwa pochodzi od staropolskiego określenia na gatunek drzewa Wiąz górski – brzost. Wieś wzmiankowana w 1175 roku pod nazwą Ubrezte (u brzostu), kiedy to książę Bolesław I założył tu ogrody. Miejscowość została wymieniona w staropolskiej, zlatynizowanej formie Wrezt w łacińskim dokumencie wydanym 10 sierpnia 1201 roku przez kancelarię papieża Innocentego III w Segni.
W 1295 w kronice łacińskiej Liber fundationis episcopatus Vratislaviensis (pol.„Księdze uposażeń biskupstwa wrocławskiego”) miejscowość wymieniona jest w zlatynizowanej formie Brustow. Nazwa została później zgermanizowana na Brostau. Obecna nazwa została administracyjnie zatwierdzona 12 listopada 1946.

## Historia
W 1290 roku książę Henryk III darował ją miastu Głogów. W 1488 roku książę Jan II Szalony spalił ją, aby nie zdobyły jej wojska czeskie. W 1806 roku w Brzostowie kwaterowały wojska francuskie, tu również w 1813 roku podpisano kapitulację po długotrwałym oblężeniu wojsk francuskich przez Prusaków. W 1892 roku wybudowano szkołę, w której budynku w 1945 roku mieściła się pierwsza głogowska szkoła powszechna i pierwsza szkoła zawodowa. Z uwagi na katastrofalne zniszczenia Głogowa po oblężeniu w 1945 i brak odpowiednich budynków w mieście, w Brzostowie mieścił się pierwszy powiatowy komitet PPR. 20 kwietnia 1958 roku z inicjatywy Kazimierza Ludwisiaka i Wilhelma Grzegolińskiego powstała jednostka Ochotniczej Straży Pożarnej. W 1995 roku podczas budowy instalacji kanalizacyjnej odkryto drewniane rury wodociągowe powstałe na przełomie średniowiecza/renesansu lub w okresie renesansu, z których niektóre nadal są wykorzystywane. Tu też na początku XX wieku mieściło się jedno z 3 ujęć wody pitnej dla miasta Głogowa.
W latach 1954–1958 wieś należała i była siedzibą władz gromady Brzostów, po jej zniesieniu w gromadzie Ruszowice.

## Zabytki
Do wojewódzkiego rejestru zabytków wpisane są obiekty:
- układ urbanistyczny wsi, z l. 1806–1814
- kościół fil. pw. św. Wawrzyńca, z 1502 r., XVII w., 1804  r.
- cmentarz przy kościele
- murowane domy z przełomu XVIII/XIX wieku ozdobione wolutami:
  - dom, ul. Okrężna 15 (d. 14), z XVIII/XIX w.
  - dom, ul. Okrężna 25 (d. 7), z XVIII/XIX w.

## Granice osiedla
Północ – Nadodrze

Południe – Kopernik

Wschód – Kopernik, Kościuszki, Chrobry

Zachód – Ruszowice